# Paul Brauer
Paul Wilhelm Heinrich Hermann Brauer (* 11. Juni 1887 in Rostock; † 19. Juli 1941 in Berlin-Steglitz) war ein deutscher Ingenieur. Er war Chefkonstrukteur des Heereswaffenamtes.

## Leben
Paul Brauer war ein Sohn des Steuerinspektors Ernst Brauer und dessen Frau Minna, geb. Zeplien. Er wurde an der Höheren Staatlichen Maschinenbauschule in Stettin ausgebildet. Seine Ingenieurtätigkeit begann er 1909 als Konstrukteur bei der Kaiserlichen Werft Kiel. 1911 wechselte er zur Hamburger Vulkan-Werft. Während des Ersten Weltkrieges diente er als Leutnant der Reserve in Frankreich und wurde mit dem Eisernen Kreuz II. Klasse ausgezeichnet. 1920 wurde Brauer Sachbearbeiter beim Deutschen Normenausschuß. Von 1921 bis 1925 war er Oberingenieur bei den Deutschen Werken Kiel. Mit seiner Berufung zur Inspektion für Waffen und Gerät 1925 war er an der heimlichen Wiederaufrüstung der Reichswehr beteiligt. Vier Jahre später wurde sein Arbeitsgebiet auf das Heerestechnische Büro ausgedehnt. Danach wurde er Chefkonstrukteur des Heereswaffenamtes. Brauer unterstanden das Normen- sowie das Patentwesen des Herrenwaffenamtes, die Werkstoffforschung und die Betreuung der Chemisch-Technischen Reichsanstalt. Er setzte sich für die  Normung ein und schrieb sie für die Heeresrüstung vor. Im Rahmen seiner Tätigkeit für das Heereswaffenamt wurde Brauer mit dem Kriegsverdienstkreuz II. Klasse mit Schwertern ausgezeichnet. Er starb an den Folgen einer kurzen, aber schweren Erkrankung. Zum Zeitpunkt seines Todes führte er die Amtsbezeichnung Ministerialrat. Paul Brauer wurde auf dem Friedhof in Wustrow/Fischland bestattet.
Paul Brauer trat 1920 dem Verein Deutscher Ingenieure (VDI) bei. Dort war er im Engeren Ausschuß und Beirat der Arbeitsgemeinschaft deutscher Konstruktionsingenieure tätig. Von 1929 bis 1936 war er Mitglied der Normenprüfstelle. Er gehörte dem Präsidium des Deutschen Normenausschusses an und war Mitglied des ISA-Komitees für Passungen.